# Warez
Warez (z przekształconego ang. software – oprogramowanie) – żargonowe określenie pirackiego oprogramowania.
Określenie to dotyczy głównie płatnego zamkniętego oprogramowania i zmodyfikowanych wersji oprogramowania (shareware, adware), rozpowszechnianego nielegalnie, szczególnie po usunięciu zabezpieczeń przed kopiowaniem. Czasem stosuje się je także do innych materiałów dystrybuowanych z naruszeniem praw autorskich, takich jak muzyka, filmy czy e-booki.
Jest to także nazwa sposobu udostępniania plików innym użytkownikom poprzez dzielenie ich na małe części (np. przy wykorzystaniu archiwizatora RAR lub ZIP) i umieszczanie na darmowych serwerach FTP/HTTP lub SMTP/POP3 (Peer2Mail).
W Polsce istnieje kilka dużych forów warezowych. Ich wielkość wynosi od kilku do kilkuset tysięcy użytkowników. Dodatkowym narzędziem, służącym do rozmowy pomiędzy użytkownikami w formie czatu, jest na tego typu forach shoutbox i/lub system wiadomości prywatnych.

## Dystrybucja
Crackerzy to osoby, które dostarczają nowe programy i narzędzia pozwalające obejść zabezpieczenia licencyjne (m.in. keygeny, seriale, a nawet patche). W przypadku 0-day (plików, które są w sieci przed premierą) mogą to być osoby z wewnątrz, czyli pracujący dla dystrybutora.
Kolejny bardzo ważny poziom stanowią tzw. kurierzy, czyli osoby rozpowszechniające zawartość cyfrową na kolejne portale warezowe. Archiwizują one materiały w pakiety, dodając do nich generatory kluczy i pliki z informacjami, jak je zainstalować i scrackować.
Aktualnie najczęściej w celu dystrybucji warezów stosuje się sieć BitTorrent, najpopularniejszą sieć Peer-to-peer.

## Kategorie
Wyróżnia się następujące typy warezu:
- 0-Day Warez (zero-dniowy warez, czasami również „0 dni”) – premiery - wszystkie pliki, które są zamieszczane w Internecie w dniu premiery oryginału.
- Apps / Appz – aplikacje - detaliczne wersje oprogramowania.
- Cracks / Crackz – cracki - programy do omijania zabezpieczeń, zamian wersji trial na pełne itp.
- DOX – dosł. dokumenty - dokumenty ze wskazówkami do gier komputerowych.
- Games / Gamez – gry: gry komputerowe i konsolowe.
- Keygens / Keygenz – keygeny - aplikacje generujące klucze rejestracyjne.
- Movies / Moviez – filmy - nielegalnie udostępniane filmy, zazwyczaj krótko po kinowej premierze, a także wersje DVD i VCD starszych filmów.
- MP3s / MP3z – pliki audio MP3 - albumy, utwory zazwyczaj zgrane z CD, a następnie skompresowane do formatu MP3.
- MVids / MVidz – teledyski - teledyski i nagrania koncertów.
- NoCD/NoDVD/FixedExe/Portable – pliki wykonywalne - zmodyfikowane wersje programów umożliwiające obejście zabezpieczenia wymagającego posiadania nośnika z programem w napędzie komputera.
- E-Books / E-Bookz – e-booki/książki - przepisane w edytorze tekstowym lub zeskanowane książki, komiksy, bajki, czasopisma itp.
- Scripts / Scriptz – języki skryptowe - nielegalne kody, skrypty, najczęściej PHP, Active Server Pages itp.
- Serials / Serialz – numery seryjne - kolekcja kluczy rejestracyjnych do aplikacji, usuwająca ograniczenia wersji shareware.
- Templates / Templatez – szablony - nielegalnie udostępniane szablony witryn internetowych, blogów etc.
- TV-Rips / TV-Ripz – programy telewizyjne - programy telewizyjne zamieszczane w kilka godzin po premierze – głównie seriale.
- XXX – pornografia.